# Радіонова Вікторія
Радіонова Вікторія — українська художниця.

## Біографія
Народилася в місті Херсоні. У 1982—1987 роках навчалася в дитячій художній школі міста Херсон. Перший і головний вчитель Вікторії Радіонової — її батько, який був архітектором-дизайнером. З дитинства вона була оточена репродукціями картин великих майстрів минулого. Серед перших слів, які вона вимовила були Джоконда.
Після закінчення середньої школи у 1992 році вона вступила до Харківської державної академії дизайну і мистецтв на спеціальність «дизайн інтер'єру», де навчалася один рік. Потім протягом 1994—1996 років Вікторія навчалася в коледжі мистецтв у Сімферополі. Після закінчення коледжу пішла на відділення живопису в Харківську державну академії дизайну і мистецтв, де вона вчилася ще один рік.
З 1997 року продовжила художню освіту вдома під керівництвом свого батька. Вивчала картини російських художників кінця XIX і початку XX століть (Рєпін, Віктор Васнецов, Абрам Архипов, Касаткін, Василь Полєнов, Фешин та багато інших). Крім того, вона ретельно вивчала картини іспанського художника Хоакіна Соролья і Бастіда, і французького художника Жуля Бастьєна-Лепажа. Її картини зберігаються у колекціях в США, Іспанії, Німеччини, України та Росії.
Живе та працює Вікторія Радіонова у місті Херсоні.

## Виставки та відзнаки
- 2012—2014 — фіналіст на Art Renewal Center International ARC Salon, Нью-Джерсі, США.
- 2014—2016 — Конкурс живопису BoldBrush, США.
- 2015 — фіналіст номінації «Фігуративний живопис» на міжнародній виставці ARC Salon[3].
- 2015—2016 — Жива виставка на ARC Salon; MEAM музей у Барселоні, Іспанія[4].